# コミセール
コミセール (Commissaire) またはコミッセールとは、自転車競技における競技役員の名称。世界選手権などではUCIの任命、そのほかの国際大会や世界選手権における補佐などは各主催国連盟（日本では日本自転車競技連盟）により大会に派遣される。

## 概要
競技運営にも関わる部分が多く、日本語での“審判員”とは少々異なる存在。種目により異なるが5名程度のパネル（団）として内1名がプレジデント（長）となり、競技進行を行う。
国際的には、UCIが講習・試験による資格者を認定しており、国際コミセールと呼ばれ、66ヶ国に約650名がおり内アジアには79名。種目別では、ロード・トラックレース310、マウンテンバイク165、BMX75、シクロクロス277、インドア77、トライアル31名（重複者あり）となっている。（2005資料）
国際コミセールについてはUCIの競技規則に、また各国のナショナル・コミセールは各国連盟競技規則により規定されている。
- 国際自転車競技連合(UCI)競技規則抜粋

訳／公益財団法人日本自転車競技連盟
PART 1 GENERAL ORGANISATION OF CYCLING AS A SPORT
スポーツとしての自転車競技組織 (version on 1. 10.13)
§4.Commissaires
§4.コミセール
1.1.047
The commissaire is an official designated by the UCI or a National Federation to
ensure that cycling events comply with such provisions of The Regulations as may
apply.
コミセールは、開催される競技大会をしかるべき自転車競技規則の規定に従って行わせるためにUCIまたは国内連盟によって公式に任命される役員である。

## コミセール資格取得について
- ナショナル・コミセールは各国連盟により資格が授与される。（日本では、公益財団法人日本自転車競技連盟による公認審判員講習会・検定による。）
- 国際コミセールは、国際自転車競技連合により、各競技種目毎に行われ、英語またはフランス語で行われる課程を、修了することが必要である。
- 1987年9月に林辰夫（大阪）、坂本陽一（宮城）が日本人初の国際コミッセール資格を取得した。（「あゆみ」1934-2004　2005年3月28日発行、財団法人日本自転車競技連盟発行）
- 国際コミセールの資格取得には、従来、各国連盟推薦者を候補者とした講習会および検定にて資格を与えていたが、2014年からは、これらの講習会参加資格として、種目により国際自転車競技連合が行うエリート・ナショナル・コミセールの資格を事前に取得することが義務付けられた。

2012年には国際コミセールの種目別専門化（Specialisation）およびアンチ・ドーピング検査官との区分が決定され、それぞれの種目での資格者は次のようになっている。（2014資料）
国際：BMX35、シクロクロス58、インドア71、マウンテンバイク93、パラサイクリング20、トラック125、ロード181、トライアル30（重複して資格を所持する者あり）／
大陸ごと／
アフリカ：BMX0、シクロクロス0、インドア0、マウンテンバイク5、パラサイクリング0、トラック2、ロード3、トライアル0／
アメリカ：BMX9、シクロクロス5、インドア0、マウンテンバイク22、パラサイクリング5、トラック26、ロード26、トライアル0／
アジア：BMX2、シクロクロス0、インドア22、マウンテンバイク9、パラサイクリング4、トラック17、ロード13、トライアル1／
ヨーロッパ：BMX18、シクロクロス53、インドア49、マウンテンバイク51、パラサイクリング8、トラック73、ロード132、トライアル28／
オセアニア：BMX6、シクロクロス0、インドア0、マウンテンバイク6、パラサイクリング3、トラック7、ロード7、トライアル1／
日本では、総勢24名の国際コミッセール資格者がおり、種目別ではBMXレーシング2、ＢＭＸフリースタイル2、シクロクロス1、インドア13、マウンテンバイク1、パラサイクリング1、トラック6、ロード4、トライアル0となっている。（種目重複取得者あり。2021年12月現在）